# Qalba
Qalba war ein Volumenmaß in Tunesien.
- 1 Qalba = 20 Liter